# JVC

Das ursprüngliche Victor-Logo, das im Inland noch bis 2012 verwendet wurde und dann durch das internationale Logo ersetzt wurde

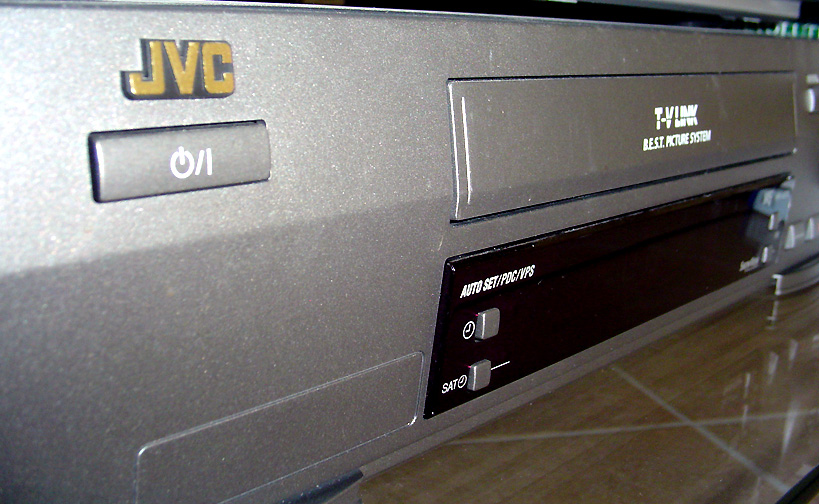
JVC-VHS-Videorekorder

JVC, vollständiger Name Nihon Victor K. K. (jap. 日本ビクター株式会社, Nihon bikutā kabushiki kaisha; engl. Victor Company of Japan, Limited oder Japan Victor Company) ist ein japanisches Unternehmen mit Sitz in Yokohama, das Unterhaltungselektronik sowie medientechnische Geräte entwickelt und vertreibt. Das Unternehmen wurde 1927 vom US-amerikanischen Schallplattenproduzenten Victor Talking Machine Company gegründet, war von 1954 bis 2008 eine Tochter der heutigen Panasonic Corporation und bildete 2008 mit dem früheren Konkurrenten Kenwood ein Joint Venture; seit 2011 ist JVC eine Tochter der daraus gebildeten JVC Kenwood Corporation. 2008 hatte JVC etwa 19.000 Angestellte.

## Geschichte

### Tochtergesellschaft der VTMC
Das Unternehmen wurde am 13. September 1927 als Tochtergesellschaft der US-amerikanischen Victor Talking Machine Company (VTMC) gegründet, löste sich aber mit Beginn des Zweiten Weltkrieges zwischen 1939 und 1940 von seiner Muttergesellschaft. Anfangs befasste JVC sich mit der Herstellung von Schallplatten und deren Verbesserung, z. B. der Entwicklung des 45/45-Stereoformates. Viele markterfolgreiche Innovationen folgten und haben JVC stetig wachsen lassen.

### Tochtergesellschaft der Matsushita Electric Industrial
1954 wurde JVC von Matsushita Electric Industrial (heute Panasonic Corporation) übernommen.
1976 brachte JVC den ersten VHS-Videorekorder für den Heimgebrauch mit der Modellbezeichnung HR-3300 auf den Markt. Durch eine Politik der großzügigen Lizenzvergabe an andere Hersteller verdrängte das VHS-System in nur wenigen Jahren die bereits bestehenden magnetischen Bildaufzeichnungssysteme von Philips (VCR) und Sony (Betamax). Auch das nach VHS von Grundig und Philips eingeführte Video 2000 konnte sich gegen das JVC-Format nicht durchsetzen („Formatkrieg“). Aufgrund des kommerziellen Erfolges und der damit einhergehenden großen Verbreitung wurde VHS weltweit zur Quasi-Norm für Heim-Videorekorder.
Nicht unerwähnt bleiben soll die zumindest umstrittene Rolle von JVC als Wegbereiter zur weltweiten Verbreitung des analogen Kopierschutzes Macrovision. Auf Druck der Filmindustrie wurde 1985 der VHS-Standard von JVC modifiziert. VHS-Lizenznehmer mussten die AGC (Automatic Gain Control) so ändern, dass sie verlässlich auf die Macrovision-Impulse ansprach. (Die AGC ist technisch das Gegenstück zur automatischen Aussteuerung bei Magnetbandgeräten und sollte ohne Zutun des Anwenders korrekte Videopegel und damit die richtige Helligkeit der Aufnahme sicherstellen.) Bis zu diesem Zeitpunkt hing es von der AGC-Schaltung des jeweiligen Videorecorders ab, ob er auf die Kopierschutzsignale wie von Macrovision Corporation gewünscht reagierte oder nicht.
Ab 1986 entwickelte JVC ein verbessertes VHS-Format (S-VHS, erstes Modell: HR-S5000 PAL bzw. HR-S7000 NTSC) und das kleinere VHS-C-Format für tragbare Recorder und Camcorder. 1995 stellte JVC das professionelle Digital S, das denselben Formfaktor wie VHS hat, vor und den ersten Digital-Camcorder im Taschenformat (JVC GR DV-1); 2002 Plasmabildschirme.

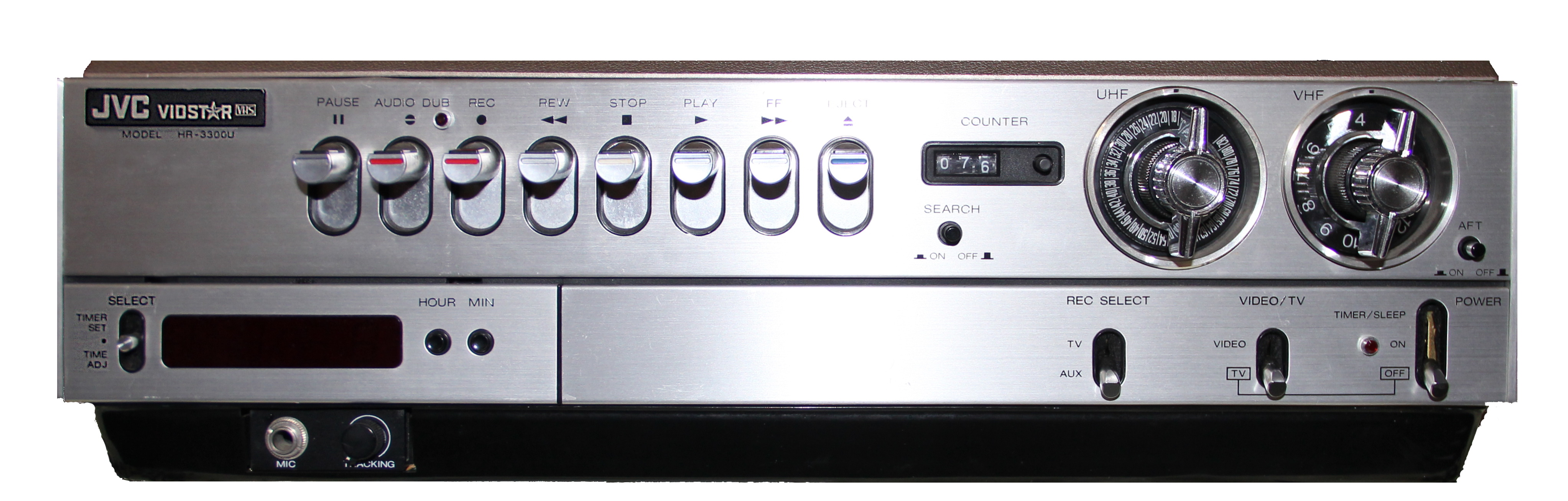
JVC HD-3300U, der erste VHS-Videorekorder
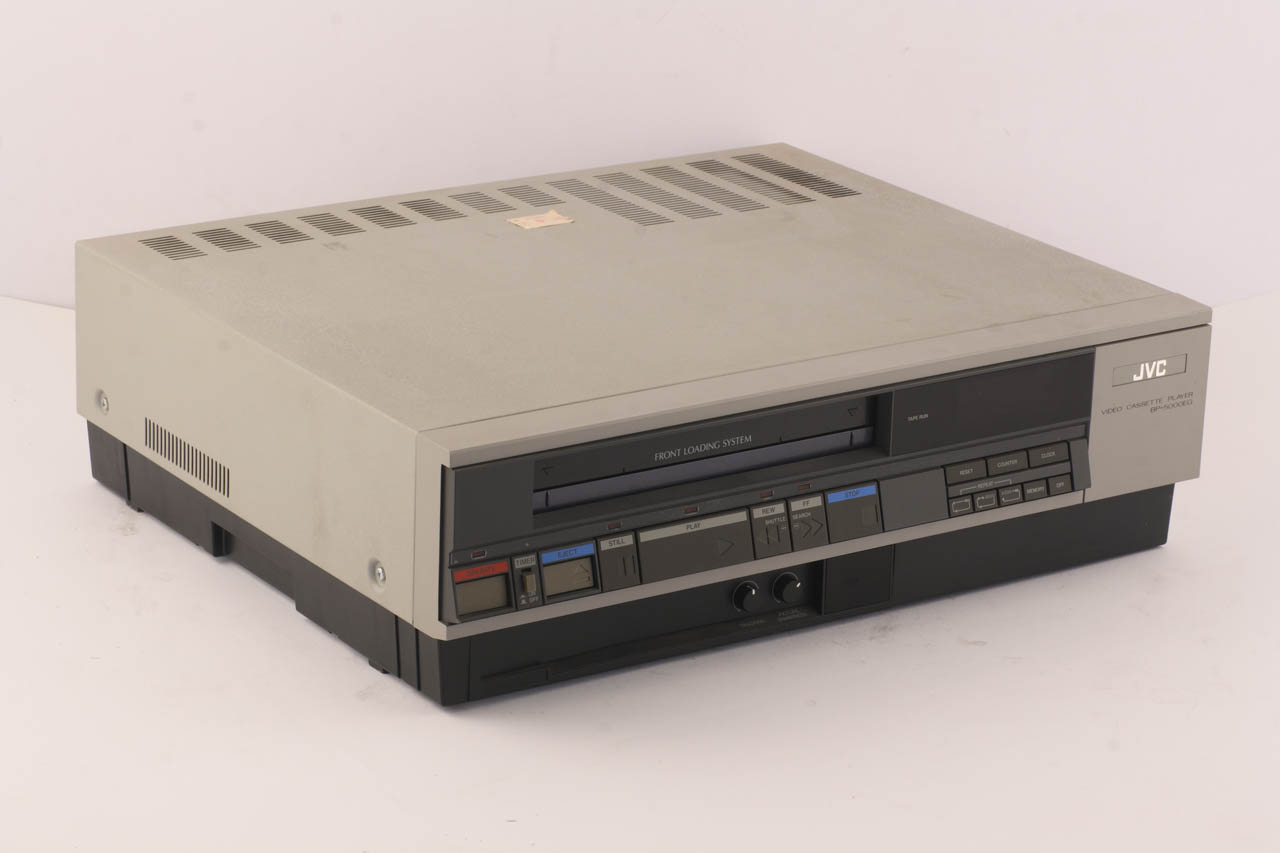
JVC BP – 500EG, VHS-Videorekorder
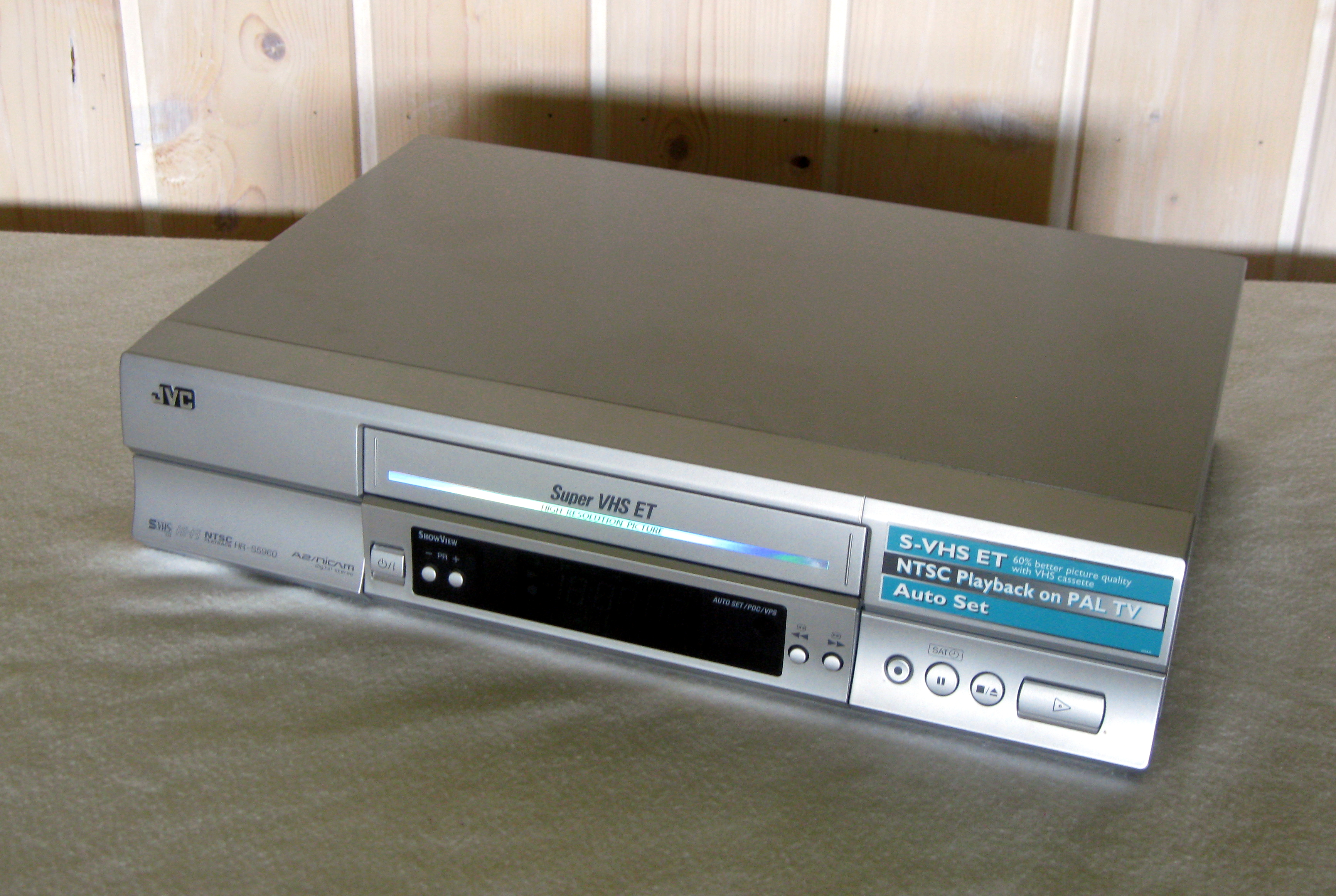
JVC HR-S5960E, S-VHS-Videorekorder
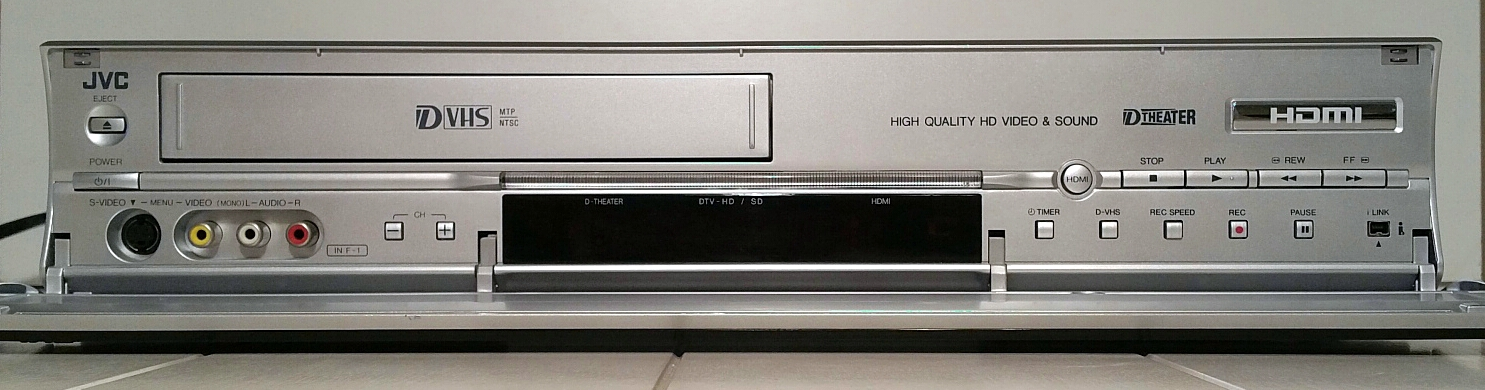
JVC HMDT100U D-VHS-Viderekorder
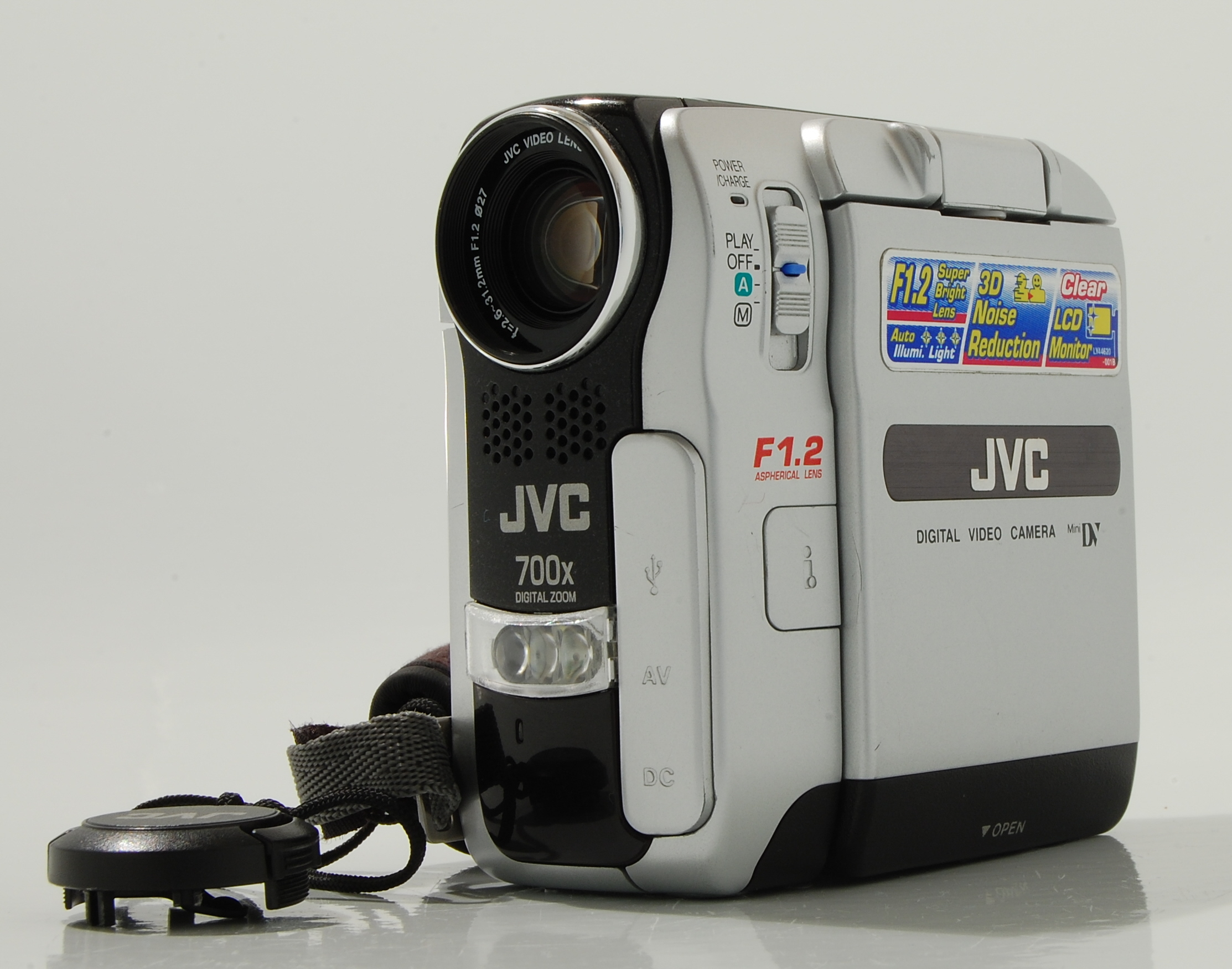
JVC GR-DX57EK, Camcorder

1991 gelang JVC ein Meilenstein in der Kategorie Heim-Stereo. Dem allgemeinen Trend zur Verringerung der Geräteabmessungen folgend, ging JVC auch dazu über, Stereo-HiFi-Anlagen zu verkleinern. Sie brachten 1991 die weltweit erste vollwertige Micro-HiFi-Stereoanlage „UX-1“ auf den Markt. Das Gerät durfte im Lastenheft nicht breiter und tiefer als eine CD-Hülle und nicht höher als zwei Hüllen hochkant sein. Das Gerät hat ein vollelektronisches Auto-Reverse Kassettendeck, wie auch einen motorangetriebenen Toplader CD-Player, ebenso AM/FM Empfang sowie auch einen RCA (Cinch) Aux-Anschluss, um eine weitere Quelle einzuspeisen. Das Gerät erntete durchwegs positive Erfahrungsberichte, weil es im Grunde nur ein auf das Minimum geschrumpftes Vollformat-Hifi Gerät war und auch so klang. JVC erschuf somit den Markt der Micro-HiFi-Anlagen, welcher vorher nur durch Mini-HiFi-Geräte bedient wurde. Solcherlei Mini-Geräte (meist 32 cm bis 36 cm) waren zumeist nur reduzierte Vollformat-Geräte (41 cm bis 44 cm) und immer noch verhältnismäßig groß.

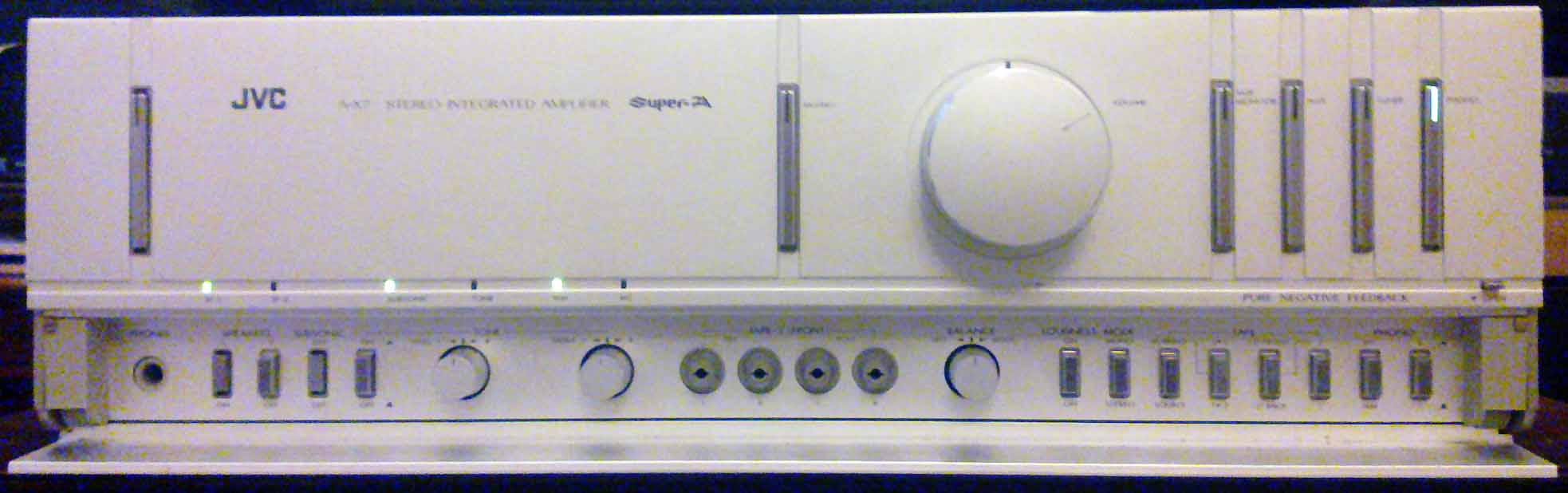
JVC A-X7 Vollverstärker
(90 W / Kanal (8 Ohm), Masse 12 kg)

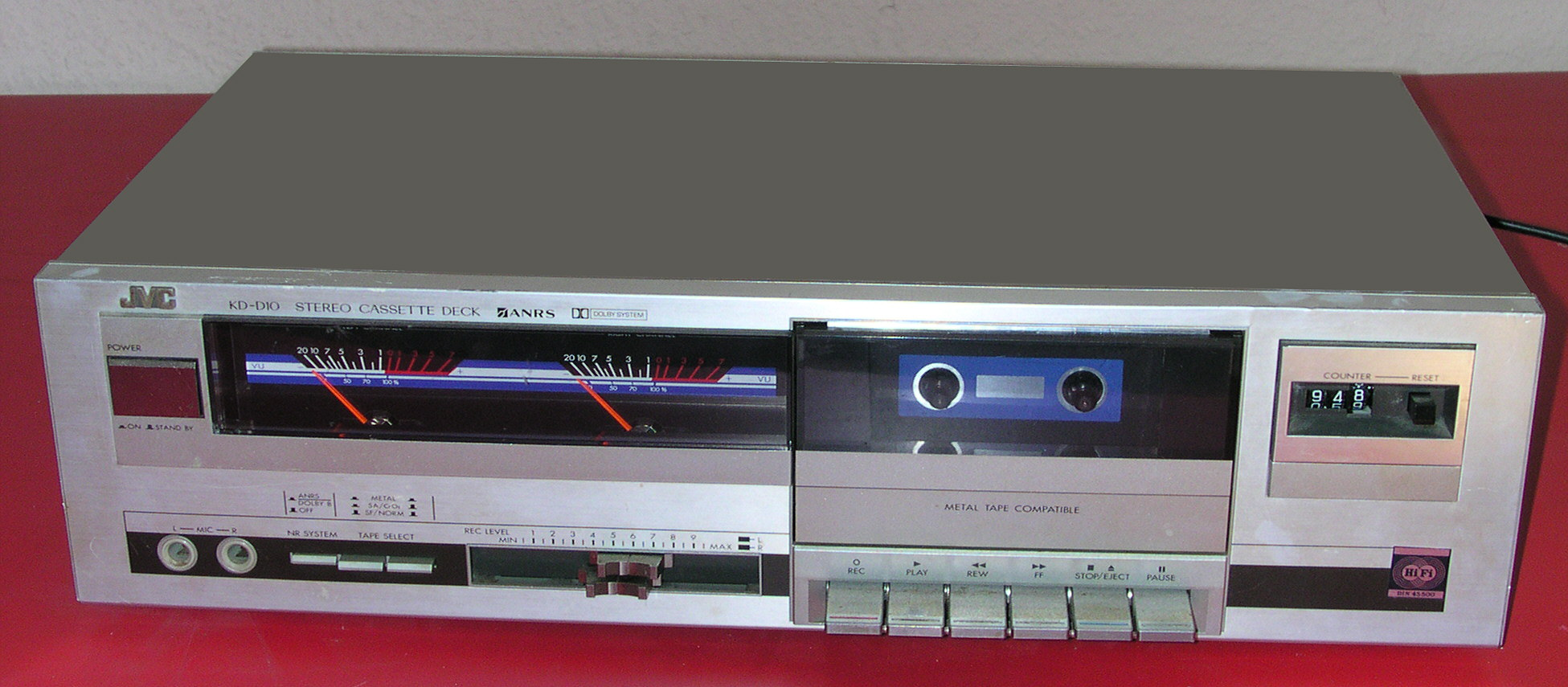
JVC KD D10E Kassettendeck (1982)

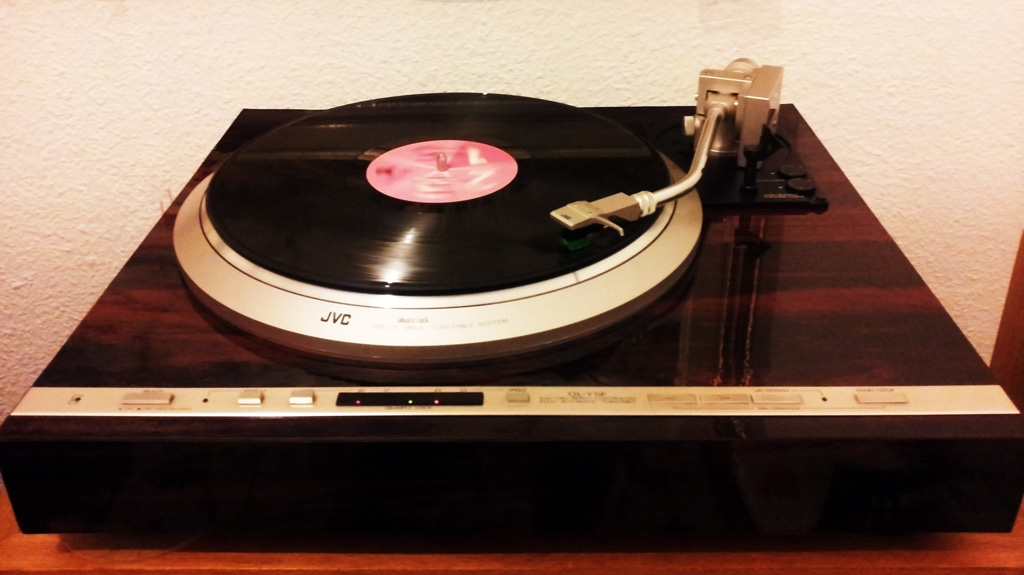
JVC QL-Y5F, Plattenspieler mit Direktantrieb

Die Unterhaltungselektronik war ebenfalls ein wichtiges Standbein von JVC/Victor. Viele Innovationen wie CD4 (Quadrofonieverfahren), ANRS (Rauschunterdrückung), Biphonic (Kunstkopfaufnahmen), Super A (Verstärkertechnologie) wurden eingeführt und machten JVC/Victor weltweit bekannt. An HiFi-Geräten ist u. a. die professionelle Serie 1000 des Jahres 1975 (JM-S1000, JP-V1000, CD4-1000 und der Studioplattenspieler JL-B1000) erwähnenswert. Händlern wurden zeitgleich diverse Präsentationsgeräte ausgehändigt. Am Beispiel der Plasmaanzeige MM-4- mit diesem Gerät konnte man alle 4 Kanäle bei Quadrophonie darstellen.
Besondere Qualitätsansprüche stellte die Laboratory Serie (Bsp. wie 1000ender, M-7050, Xl-Z1000) dar. Viele der dort verwirklichten Schaltungstechnologien fanden sich meist zeitverzögert in diversen Serienprodukten wieder.
Halbherzig wurde die Exportpolitik nach Europa betrieben, Geräte aus einigen Serien fanden den Weg nach den USA, nicht aber nach Europa. Dies zeigt beispielsweise die 7070er-Serie aus dem Jahr 1978: Der SEA-7070 (Equalizer) in Europa/USA, nicht aber der EQ-7070 (Vorverstärker), M-7070 (Mono-Endverstärker), CF-7070 (Frequenzweiche)- diese waren den USA vorbehalten.
1997 u. a. wieder das gleiche Dilema mit wertigen Komponenten- den CD player XL-Z999EX mit dem D/A Wandler XP-DA999- nur Japan.
Als europäische Ableger wurden 1977 die JVC (U.K.) Limited und 1978 die JVC-Deutschland GmbH (Zunächst in Frankfurt am Main, seit 1993 in Friedberg) gegründet.

### Tochtergesellschaft der JVC Kenwood Corporation

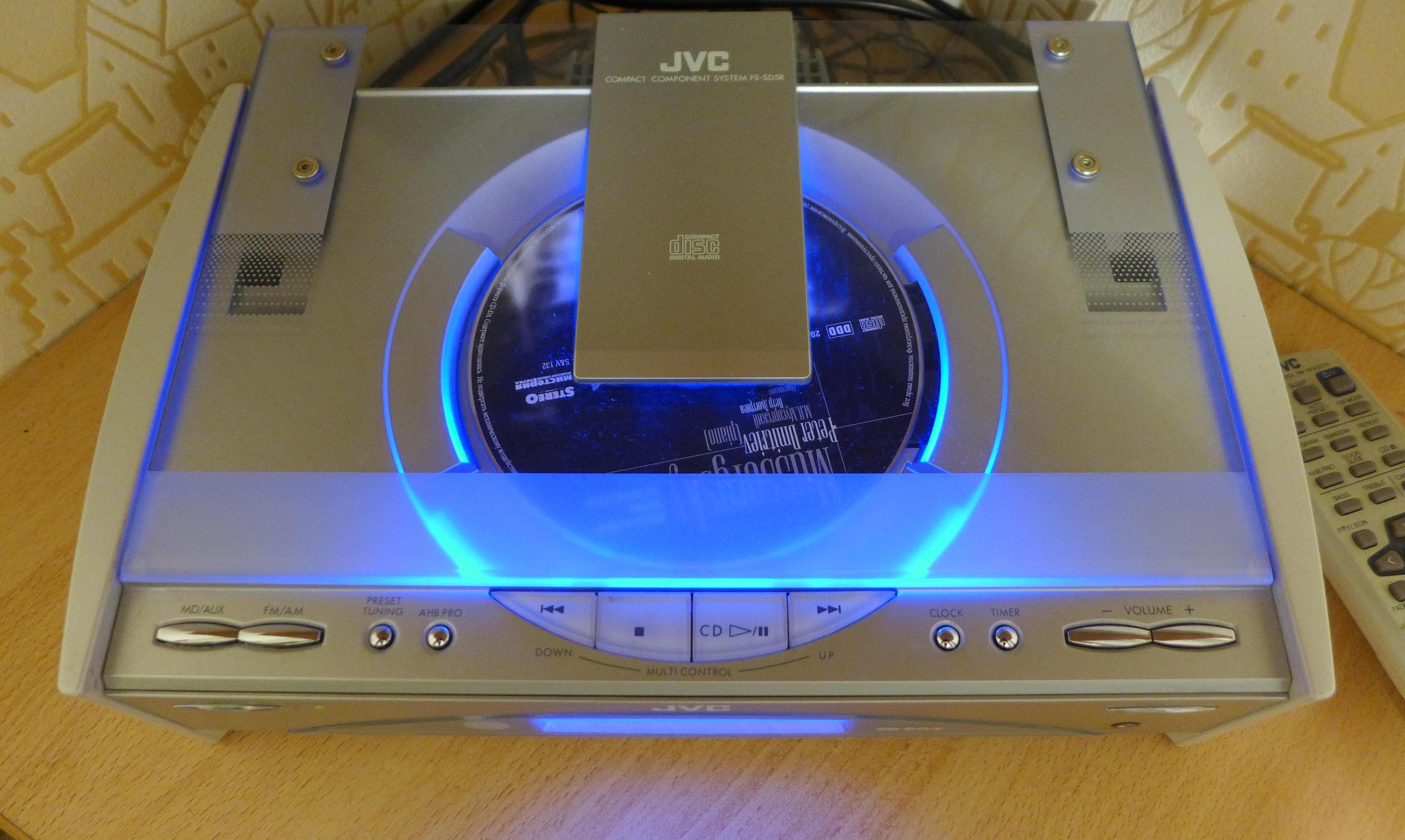
JVC Kompaktanlage

Wegen hoher Verluste von JVC begann Matsushita 2007 mit einem teilweisen Verkauf an Kenwood und damit einer Reduzierung seiner Firmenanteile. 
Am 1. Oktober 2008 wurde von JVC und Kenwood die gemeinsame Jointventuregesellschaft JVC Kenwood Holdings K. K. (JVC・ケンウッド・ホールディングス株式会社, JVC Ken’uddo hōrudingusu kabushiki-gaihsa, engl. JVC KENWOOD Holdings Inc.) gegründet.
Die Vereinigung von JVC und Kenwood endete mit der Umbenennung der Holding in die JVC Kenwood Corporation. Die JVC Ltd. ist seitdem neben der Kenwood Corporation und J & K Car Electronics Corporation eines der drei Tochterunternehmen der JVC Kenwood Corporation bzw. JVC Kenwood Group.